# 砂子原カルデラ

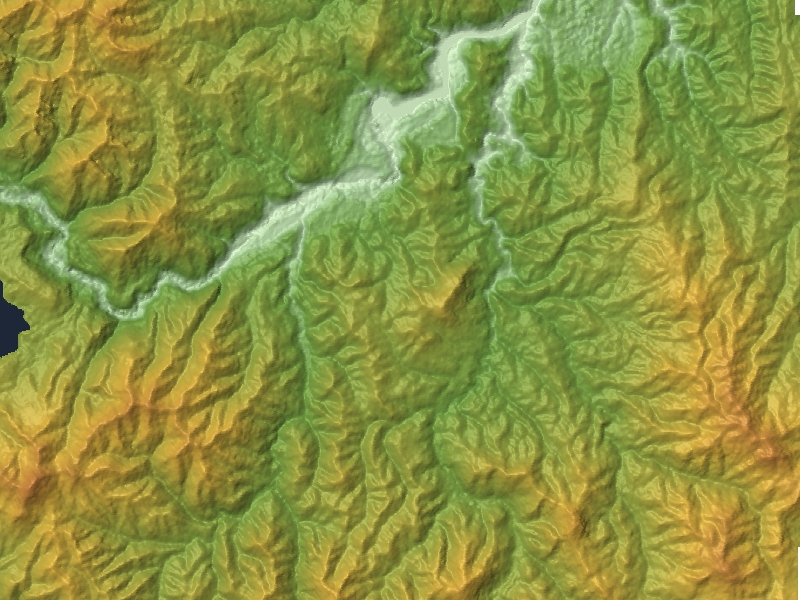
砂子原カルデラ周辺
陥没地形は明瞭ではない、中央の高まりが湯の岳溶岩ドーム

砂子原カルデラ（すなごはらカルデラ）は、福島県柳津町、三島町にまたがる直径およそ6kmのカルデラである。最高地点は後カルデラ期溶岩ドームの湯の岳729.3m。

## 特徴
火山岩類は流紋岩質である。約29万年前に噴出した砂子原-佐賀瀬川テフラによって形成された直径約2km（推定）の小型カルデラで、カルデラ形成時にはカルデラ湖が形成されたが、現在は干上がっており、陥没地形も不明瞭。後カルデラ火山として湯の岳溶岩ドーム群、砂子原-久保田テフラなどが存在している。
カルデラ内には西山温泉があり、カルデラとは無関係の断層に沿って温泉が湧き出している。豊富な地熱を利用した柳津西山地熱発電所もある。

## 噴火活動時期
- 29 - 22万年前